# Liste de președinți de consilii județene din România

## Alba
- George Homoștean, 1968-1978[1]
- Nicolae Hurbean, 1978-1984[1]
- Ion Savu, 1984-1989[1]
- Mihai Babițchi, 1989-1990[1]
- Ilarie Oargă, 1990-1992[1]
- Petru Fleșer (FSN), 1992-1994[1]
- Mihai Ciorobâtcă (FSN), 1994-1996[1]
- Augustin Mândroc (PNL), 1996-2000[1]
- Augustin Presecan (PSD), 2000-2002[1]
- Eugen Popa (PSD), 2002-2004[1]
- Teodor Atanasiu (PNL), 2004-2005[1]
- Ion Dumitrel (PD, PD-L, PNL), 2005-prezent[1]

## Arad
- Dan Gheorghe Lazăr Ivan (FSN, PD), 1992-2000[2]
- Caius Parpală [3] (PNL, PSD), 2000-2004
- Gheorghe Seculici (PD), 2004-2005[2]
- Iosif Matula (PD-L), 2005-2008 [2]
- Nicolae Ioțcu (PD-L, PNL), 2008-2015[4][5]
- Adrian Țolea (PNL), 2015-2016[2]
- Iustin Cionca (PNL), 2016-prezent[2]

## Argeș
- Florea Costache (FSN), 1992-1996
- Ion Mihăilescu (PDSR, PSD), 1996-2004
- Constantin Nicolescu (PSD), 2004-2014
- Florin Tecău (PSD), 2014-2015
- Constantin Dan Manu (PSD), 2016-2020
- Ion Mînzînă (PSD), 2020-prezent

## Bacău
- Alexandrina Găinușe[6], 1975-1985
- Neculai Lupu (FSN, PDSR, PSD), 1992-2004[7]
- Adrian-Dragoș Benea (PSD), 2004-2016[8]
- Sorin Brașoveanu (PSD) 2016-2020
- Valentin Ivancea (PSD) 2020-prezent

## Bihor
- Ștefan Seremi (FSN, PD), 1992-1996
- Mihai Bar (PDSR), 1996-2000
- Ștefan Seremi (FSN, PD), 2000-2004
- Alexandru Kiss (UDMR), 2004-2008
- Radu Tirle (PNL), 2008-2012
- Cornel Popa (PNL), 2012-2016
- Sándor Pásztor (UDMR), 2016-2020
- Ilie Bolojan (PNL), 2020-prezent

## Bistrița-Năsăud
- David Mircea (FSN), 1992-1996[9]
- Gheorghe Marinescu (PSD), 1996-2008[9]
- Liviu Rusu (PD-L), 2008-2012[9]
- Emil Radu Moldovan [10] (PSD), 2012-prezent

## Botoșani
- Ioan Aniței (FSN), 1992-1996[11]
- Ioan Aniculăesei [12] (PDSR, PSD), 1996-2002
- Constantin Conțac (PSD), 2002-2008[11]
- Mihai Țâbuleac (PD-L) , 2008-2012[11]
- Florin Țurcanu (PNL), 2012-2016[11]
- Costică Macaleți (PSD), 2016-2020
- Doina Elena Federovici (PSD), 2020-2024
- Valeriu Iftime (PNL), 2024-prezent

## Brașov
- Ion Gonțea (FSN), 1992-1996 [13]
- Adrian Taropa (CDR), 1996-2000 [13]
- Aristotel Căncescu (PD, PNL), 2000-2016 [14][15][16][17][18][19]
- Adrian Ioan Veștea (PNL), 2016-prezent

## Brăila
- Ion Ștefan (FSN, PD), 1992-1996
- Aurel Gabriel Simionescu (PDSR, PSD), 1996-2004
- Gheorghe Bunea Stancu (PSD), 2004-2014[20]
- Francisk Iulian Chiriac (PSD), 2016-prezent[21]

## Buzău
- Viorel Constantinescu (PDSR, PSD), 1994-2004
- Victor Mocanu (PSD), 2004-2012
- Marian Cristinel Bîgiu (PNL, PSD), 2012-2015
- Petre Emanoil Neagu (PSD), 2015-prezent

## Caraș-Severin
- Gheorghe Pavel Bălan (FSN, FDSN), 1992-1996[22]
- Sorin Frunzăverde (PD-L, PNL), 1996-1997, 2004-2006, 2008-2016[22]
- Ilie Mustacilă (MER, PD, PSD), 1997-2004[22]
- Iosif Secășan (PD-L), 2006-2008[22]
- Silviu Hurduzeu (PSD), 2016-2020[22]
- Romeo-Dan Dunca (PNL), 2020-prezent

## Călărași
- Mihai Arbagic (PDSR, PSD), 1996-2004
- Răducu-George Filipescu, (PNL), 2004-2016[23]
- Vasile Iliuță (PNL, PSD), 2016-prezent

## Cluj
- Victor-Romulus Constantinescu (PUNR), 1992-2000[24]
- Ioan Rus (PSD), 2000[25]
- Șerban Gratian (PSD), 2000-2004[25]
- Marius Nicoară (PNL), 2004-2008[25]
- Alin Tișe (PDL), 2008-2010[25]
- Horea Uioreanu (PNL), 2012-2014[25]
- István Vákár (UDMR), 2014-2015[25]
- Mihai Seplecan (PNL) [26], 2015-2016[25]
- Marius Dorel Mînzat (PNL), 2015-2016[25]
- Alin Tișe (PNL), 2016-prezent[25]

## Constanța
- Gheorghe Mihăieși (FSN), 1992-1996
- Stelian Duțu (PD), 1996-2004
- Nicușor Constantinescu (PSD), 2004-2015
- Marius-Horia Țuțuianu (PSD), 2016-2020
- Mihai Lupu (PNL) 2020-prezent

## Covasna
- Árpád Orbán (UDMR), 1996-2000
- János Demeter (UDMR), 2000-2008
- Sándor Tamás (UDMR), 2008-prezent

## Dâmbovița
- Marius Mihălăchioiu (FSN), 1992-1996[27]
- Romeo Popescu (CDR), 1996-2000 [27]
- Aurel Cucu (PSD), 2000-2004 [27]
- Traian Novolan (PSD)[27], 2004
- Gheorghe Ana (PSD), 2004-2008 [27]
- Florin Aurelian Popescu[27] (PD-L), 2008-2012
- Adrian Țuțuianu (PSD), 2012-2016[27]
- Alexandru Oprea (PSD), 2016-2018, 2019-2020[28]
- Daniel Comănescu (PSD), 2018-2019
- Corneliu Ștefan (PSD), 2020-prezent

## Dolj
- Tudor Rădulescu (FSN), 1992-1996
- Ion Voiculescu (PDSR, PSD), 1996-2004
- Ion Prioteasa (PSD), 2004-2020
- Dorin-Cosmin Vasile (PSD), 2020-prezent

## Galați
- Răsvan Angheluță (PDAR, PDSR), 1992-2000[29]
- Dumitru Nicolae (PDSR), 2000[29]
- Dan Lilion Gogoncea (PDSR, PSD), 2000-2004[29]
- Eugen Durbacă (PUR), 2004-2008[29]
- Eugen Chebac (PSD), 2008-2012[29]
- Nicolae Bacalbașa (PSD), 2012-2016[29]
- Costel Fotea (PSD), 2016-prezent

## Giurgiu
- Nicolae Mărculescu (FSN), 1992-1996, (PDSR) 1996-2000
- Victor Boiangiu (PSD), 2000-2008
- Dumitru Beianu (PNL), 2008-2012
- Vasile Mustățea (PNL) [30], 2012-2016
- Marian Mina (PSD), 2016-2020
- Dumitru Beianu (PNL), 2020-prezent

## Gorj
- Stefan Marian  Bejat Popescu (FSN) , 1992-1996
- Nicolae Mischie (PSD), 1996-2004
- Ion Călinoiu (PSD), 2004-2016
- Cosmin Mihai Popescu (PSD), 2016-prezent

## Harghita
- Pál Vilmos Sántha (UDMR), 1992-1996
- Gábor Kolumbán (UDMR), 1996-2000
- Vilhelm Zsombori (UDMR),2000-2004
- Levente Zoltán Bunta (UDMR),2004-2008
- Csaba Borboly (UDMR), 2008-prezent

## Hunedoara
- Costel Alic (FSN), 1992-1996 [31]
- Gheorghe Barbu (PD) 1996-2000[31]
- Mihail Rudeanu (PSD), 2000-2004 [32]
- Mircea Moloț (PNL), 2004-2016[31]
- Mircea Flaviu Bobora (PSD), 2016-2020
- Laurențiu Nistor (PSD), 2020-prezent

## Ialomița
- Iulian Zaharia (FSN), 1992-1996 [33]
- Hanaru Ioan (PDSR), 1996-2000[33]
- Savu Gheorghe (PSD), 2000-2004[33]
- Vasile Silvian Ciupercă (PSD), 2004-2016[33]
- Victor Moraru (PSD), 2016-2020 [33]
- Marian Pavel (PSD), 2020-prezent [33]

## Iași
| Nr. | Nume                     | Mandat            | Mandat            | Alegeri | Partid  |
| --- | ------------------------ | ----------------- | ----------------- | ------- | ------- |
| 1   | Ioan Amihăesei           | aprilie 1992      | iunie 1996        | 1992    | FSN     |
| 2   | Liviu Antonesei          | iunie 1996        | decembrie 1998    | 1996    | PAC     |
| 3   | Vladimir Tănăsoiu        | decembrie 1998    | iunie 2000        | 1996    | PNL     |
| 4   | Lucian Flaișer           | iunie 2000        | 26 iunie 2008     | 2000    | PSD     |
| 4   | Lucian Flaișer           | iunie 2000        | 26 iunie 2008     | 2004    | PSD     |
| 5   | Constantin Simirad       | 26 iunie 2008     | 20 iunie 2012     | 2008    | PSD     |
| 6   | Cristian Mihai Adomniței | 20 iunie 2012     | 19 mai 2015       | 2012    | USL/PNL |
| 7   | Victorel Lupu            | 20 mai 2015       | 24 iunie 2016     | 2012    | PSD     |
| 8   | Maricel Popa             | 24 iunie 2016     | 23 octombrie 2020 | 2016    | PSD     |
| 9   | Costel Alexe             | 23 octombrie 2020 | prezent           | 2020    | PNL     |
| 9   | Costel Alexe             | 23 octombrie 2020 | prezent           | 2024    | PNL     |

## Ilfov
- Constantin Ivanovici (PSD), 2000-2004
- Doru Laurian Bădulescu (PSD), 2004-2008
- Cristache Rădulescu (PD-L), 2008-2012
- Marian Petrache (PNL), 2012-2020
- Hubert Petru Ștefan Thuma (PNL), 2020-prezent

## Maramureș
- Ioan Dulf (FSN), 1992-1994[35]
- Decebal Traian Remeș (PNL), 1994-1995[35]
- Călin Matei (PDSR), 1995-1996[35]
- Teodor Lupuțiu (PD), 1996-2000[35]
- Alexandru Cosma (PD, PSD), 2000-2004[35]
- Marinel Kovacs (PNL), 2004-2008[35]
- Mircea Man (PD-L), 2008-2012[35]
- Zamfir Ciceu (PC), 2012-2016[35]
- Gabriel Valer Zetea (PSD), 2016-2020
- Ionel Ovidiu Bogdan (PNL), 2020-2024
- Gabriel Valer Zetea (PSD) - prezent

## Mehedinți
- Constantin Sârbulescu (PDSR, PSD), 1996-2008
- Marius Bălu (PD-L), 2008-2012
- Adrian Duicu (PSD), 2012-2014
- Aladin Gigi Georgescu (PSD), 2014-prezent

## Mureș
- Ioan Togănel (FSN, PDSR), 1993-2000
- György Virág (UDMR), 2000-2004
- Edit Lokodi (UDMR), 2004-2012
- Ciprian Dobre (PNL), 2012-2016
- Ferenc Péter (UDMR), 2016-prezent

## Neamț
- Raul Constantin Bobeanu (PDSR, PSD), 1996-2004
- Dan Constantin (PSD), 2004-2006
- Vlad Marcoci (PNL), 2006-2008
- Vasile Pruteanu (PD-L), 2008-2012
- Culiță Tărâță (UNPR), 2012-2014
- Constantin Iacoban (UNPR), 2014-2016
- Emilia Arcan (PSD), 2016
- Ionel Arsene (PSD), 2016-prezent

## Olt
- Marin Ionică (PDSR), 1992-2004 [36]
- Jenel Copilau (PSD, PNL), 2004-2008
- Paul Stănescu (PSD), 2008-2016 [37][38][39][40][41]
- Marius Oprescu (PSD), 2016-prezent

## Prahova
- Constantin Hartia (FSN), 1992-1996
- Victor Petrescu (PD), 1996-2000
- Mircea Cosma (PSD), 2000-2004, 2008-2016
- Florin Anghel (PUR, PNL, PD-L), 2004-2008
- Bogdan Toader (PSD), 2016-2020
- Iulian Dumitrescu (PNL), 2020-prezent

## Satu Mare
- Ioan Chiș (FSN), 1992-1996[42]
- Anamaria Biriș (CDR), 1996[42]
- Gheorghe Miclăuș (CDR), 1997-2000[42]
- Szabo Ștefan (UDMR), 2000-2007[42]
- Gheorghe Ciocan (PSD), 2007-2008[42]
- Csehi Arpad Szabolcs (UDMR), 2008-2012[42]
- Adrian Ștef (PNL), 2012-2016[42]
- Csaba Pataki (UDMR), 2016-prezent

## Sălaj
- Leontin Bordaș (CDR, PNTCD), 1996-2004 [43]
- Tiberiu Marc (PSD), fost ofițer DSS, 2004-2020 [43]
- Dinu Iancu-Sălăjanu (PNL), 2020-prezent.

## Sibiu
- Romeo Trifu (FSN), 1992-1996[44]
- Nicolae Nan (USD, PD), 1996-2000[44]
- Eftimie Costeiu (PDSR), 2000-2001[44]
- Constantin Morar (PDSR), 2001-2004[45][44]
- Martin Bottesch (FDGR), 2004-2012[44]
- Ioan Cindrea (PSD), 2012-2016[44]
- Constantin Șovăială (PNL), 2016[44]
- Daniela Cîmpean (PNL), 2016-prezent [44]

## Suceava
| Nr. | Poza | Nume               | Mandat        | Mandat        | Alegeri | Partid       |
| --- | ---- | ------------------ | ------------- | ------------- | ------- | ------------ |
| 1   |      | Constantin Sofroni | aprilie 1992  | iunie 1996    | 1992    | FSN/MER/PDAR |
| 2   |      | Gavril Mîrza       | iunie 1996    | 21 iunie 2008 | 1996    | PDSR/PSD     |
| 2   | 2000 | Gavril Mîrza       | iunie 1996    | 21 iunie 2008 |         | PDSR/PSD     |
| 2   | 2004 | Gavril Mîrza       | iunie 1996    | 21 iunie 2008 |         | PDSR/PSD     |
| 3   |      | Gheorghe Flutur    | 21 iunie 2008 | 22 iunie 2012 | 2008    | PD-L         |
| 4   |      | Cătălin Nechifor   | 22 iunie 2012 | 22 iunie 2016 | 2012    | USL/PSD      |
| (3) |      | Gheorghe Flutur    | 22 iunie 2016 | 9 iunie 2024  | 2016    | PNL          |
| (3) | 2020 | Gheorghe Flutur    | 22 iunie 2016 | 9 iunie 2024  |         | PNL          |
| 5   |      | Gheorghe Șoldan    | 9 iunie 2024  | prezent       | 2024    | PSD          |

## Teleorman
- Timotei Stuparu (FSN), 1992-1996
- Vasile Boncotă (PDAR), 1996-2000
- Liviu Dragnea (PD, PSD), 2000-2012
- Adrian-Ionuț Gâdea (PSD), 2012-2017
- Dănuț Cristescu (PSD), 2017-2020
- Adrian-Ionuț Gâdea (PSD), 2020-prezent

## Timiș
- Viorel Coifan (CDR), 1992-2000[46]
- Ilie Sârbu (PDSR), 2000-2001[46]
- Dan Ioan Șipoș[47] (PSD), 2001-2004[46]
- Constantin Ostaficiuc (PD, PD-L), 2004-2012[46]
- Titu Bojin (PSD), 2012-2016[46]
- Sorin Grindeanu (PSD), 2016-2017[46]
- Călin-Ionel Dobra (PSD), 2017-2020[46]
- Alin-Adrian Nica (PNL), 2020-prezent[46]

## Tulcea
- Trifon Belacurencu (PSD), 2000-2004
- Gheorghe Bunduc (PRM), 2004-2008
- Tarhon Victor (PD-L), 2008-2012
- Horia Teodorescu (PSD), 2012-prezent

## Vaslui
- Constantin Alexandru (FSN), 1992-1996
- Ion Manole (PDSR, PSD), 1996-2004 [48]
- Corneliu Bichineț (PRM), 2004-2008
- Vasile Mihalachi (PSD), 2008-2012
- Dumitru Buzatu (PSD), 2012-prezent

## Vâlcea
- Anton Mitaru (FSN, PD, PDSR), 1992-2000
- Iuliean Comănescu (PSD), 2000-2004
- Dumitru Buse (PUR), 2004-2008
- Ion Cilea (PSD), 2008-2014
- Gheorghe Pasat (PNL), 2014-2016
- Constantin Rădulescu (PSD), 2016-prezent

## Vrancea
- Nicolae Giurgea (FSN), 1992-1995
- Marian Oprișan (PSD), 1995-1996; 2000-2020
- Monel Paizan (PD), 1996-2000
- Cătălin Dumitru Toma (PNL), 2020-2024 (a decedat la 17 februarie 2024, așa că poziția lui a fost preluată de Dragoș Ciobotaru de la PNL
- Nicușor Halici (PSD), 2024-prezent